# Park Kun-ha
Park Kun-Ha (Daejeon, 25 juli 1971) is een voormalig Zuid-Koreaans voetballer.

## Carrière
Park Kun-Ha speelde tussen 1994 en 2006 voor E-Land Puma, Suwon Samsung Bluewings en Kashiwa Reysol.

## Zuid-Koreaans voetbalelftal
Park Kun-Ha debuteerde in 1996 in het Zuid-Koreaans nationaal elftal en speelde 20 interlands, waarin hij 5 keer scoorde.